# Paul Pietsch (Landrat)
Paul Georg Pietsch (* 22. Oktober 1877; † 14. März 1945 in Ilmenau) war ein deutscher Verwaltungsjurist in Preußen.

## Leben
Pietsch studierte an der Breslauer Friedrich-Wilhelms-Universität Rechtswissenschaft. Am 9. November 1899 im Corps Marcomannia Breslau recipiert, zeichnete er sich in zwei Semestern als Senior aus. Er begann als Gerichtsreferendar in Friedland im Landkreis Waldenburg und Breslau. Gerichtsassessor und Anwaltsvertreter war er in Glatz und Neusalz. Von 1914 bis 1918 diente er als Offizier im Ersten Weltkrieg. Er erhielt das Eiserne Kreuz II. und I. Klasse und war zuletzt Hauptmann. Noch im Krieg wurde er zum Amtsrichter in Freiburg in Schlesien ernannt.
Ab 1931 wirkte Pietsch als Landrat im Kreis Münsterberg. Am 19. August wurde er mit Wirkung zum 1. Oktober 1932 Landrat im Landkreis Frankenstein ernannt. Zum 1. Oktober 1933 wurde er vorläufig und am 9. Mai 1934 endgültig zum Landrat im Landkreis Brieg ernannt. Am 30. Juni 1944 wurde er in den Ruhestand versetzt. Pietsch war Mitglied der Deutschen Zentrumspartei. Er starb mit 67 Jahren auf der Flucht im thüringischen Ilmenau.